# Песня Сван
«Песня Сван» (в других переводах «Лебединая песнь», «Наслаждение смертью») — постапокалиптический роман, написанный в 1987 году американским писателем Робертом Р. Маккаммоном. 

В 1988 году книга удостоена Премии Брэма Стокера в номинации «лучший роман».

## Сюжет
Напряжённость в отношениях между США и СССР достигает своего пика, и две сверхдержавы обмениваются ядерными ударами. Всего за несколько часов Соединённые Штаты превращаются в мёртвую пустыню, скрытую от солнца плотными тучами и засыпанную снегами наступившей ядерной зимы. Президент США, обвиняя себя в произошедшем, готовится использовать некую систему «Когти», но не успевает это сделать, когда его самолет терпит катастрофу. Герои книги застают ядерную войну в разных точках страны — Джош Хатчинс и девочка Сван оказываются под землёй в подвале бензозаправочной станции в Канзасе, Сестра чудом спасается от атомного взрыва в туннелях нью-йоркского метро, полковник Маклин и Роланд Кронингер находятся в частном убежище гражданской обороны в Айдахо, после ядерного взрыва превратившемся в ловушку. 
Сестра находит среди руин ювелирного магазина необычное стеклянное кольцо или венец с вплавившимся в него драгоценными камнями и скоро обнаруживает, что эта вещь обладает чудесными свойствами, умиротворяя людей и показывая им видения лучшего мира. Сестру и её нового спутника Арти Виско начинает преследовать демонический Человек с Алым Глазом, способный с лёгкостью менять лица и желающий уничтожить кольцо.
Джош и Сван, странствуя по постапокалиптической Америке, попадают в городок Салливан, где знакомятся с местной жительницей Леоной Скелтон — она гадает на картах Таро, предсказывая Сван, что той придётся столкнуться с дьяволом. Сестра и Арти попадают к охотнику Полу Торсону, руководителю другой маленькой группы выживших, и продолжают путь на его грузовике. Полковник Маклин и Роланд Кронингер добираются до Большого Солёного озера и обнаруживают здесь относительно благоустроенный охраняемый лагерь, в котором распоряжается самовлюбленный мистер Кемпка. Маклин и Кронингер захватывают в плен наркоманку Шейлу и пользуются её запасами наркотиков, чтобы сторговаться с Кемпкой; позже, когда Кемпка пытается изнасиловать Роланда, тот убивает насильника. Маклин, оказавшись хозяином положения, объявляет о введении в лагере военной дисциплины и учреждении «Армии Совершенных Воинов». Тем временем Джош, Сван и Леона оказываются в ловушке в бывшем супермаркете, захваченном бывшими пациентами психиатрической лечебницы; благодаря самопожертвованию Леоны, Джош и Сван спасаются от главаря сумасшедших, «лорда Альвина». К их маленькой группе присоединяется фокусник Расти, последний выживший из передвижного цирка.
Проходит семь лет; за это время тучи так и не рассеиваются, продолжают выпадать радиоактивные осадки, и многие герои страдают от «маски Иова» — странного кожного заболевания, скрывающего голову и лицо сплошным рубцом. Маклин, Роланд и «Армия Совершенных Воинов» — теперь свирепое войско из четырёх тысяч солдат — движется по Америке, разоряя поселения. К ним присоединяется Альвин Мангрим — тот самый «лорд Альвин», с которым уже сталкивались Джош и Сван. «Армия Совершенных Воинов» вступает в войну с таким же вооружённым и фанатичным воинством — «Американской Верностью», управляемой самозваным пророком Спасителем; «Американская Верность» убеждена, что Бог обитает на горе Ворвик в Западной Вирджинии. Сестра и Пол, скитаясь по Среднему Западу, встречают группу сирот под предводительством подростка Робина Оукса. Джош, Сван и Расти странствуют от поселения к поселению как труппа бродячих артистов; Сван ослепла из-за «Маски Иова», но проявляет новые чудесные способности, воскрешая мёртвые растения. Сестра и Пол продолжают своё путешествие в поисках Сван; их все так же преследует Человек с Алым Глазом.
В городке Мериз-Рест герои сталкиваются друг с другом: Сестра решает, что достигла цели своего пути, и отдает волшебное кольцо Сван, которую посещают видения цветущего рая; она выращивает за городом кукурузное поле, приносящее початки, несмотря на холод и отсутствие солнца. Человек с Алым Глазом пытается убить Сван, но терпит неудачу. «Маска Иова» на голове Сван трескается и сходит, как скорлупа, открывая прекрасное лицо. Постепенно и другие герои лишаются «масок», причем под наростами оказываются не в точности старые лица, а преображенные — красивые или безобразные, в зависимости от душевных качеств. Ещё недавно умирающий город Мериз-Рест превращается в процветающую общину, но Человек с Алым Глазом мечтает уничтожить город и приводит к нему «Армию Совершенных Воинов». Несмотря на героическую оборону города, защитники проигрывают, и герои оказываются в плену у захватчиков, однако Сестре удаётся скрыть волшебное кольцо.
Разорив Мериз-Рест, армия — уже под контролем Роланда, который продолжает держать при себе Маклина как марионетку — выступает в поход на гору Ворвик, на встречу с загадочным «Богом» — как оказывается, это лишившийся рассудка бывший президент США. В бункере на горе Ворвик находится центр управления «Когтями» — машиной Судного дня, способной полностью «очистить» Землю от людей, устроив новый всемирный потоп. На глазах героев президент запускает обратный отсчёт «Когтей» и погибает от руки Человека с Алым Глазом. Роланд Кронингер пытается убить Сван, но Маклин убивает его и погибает сам; Сван удается отменить катастрофу, введя простой пароль «Аминь». Герои покидают бункер, запирают его и выбрасывают ключ. В небе впервые за семь лет появляется солнце; «Армия Совершенных Воинов» приходит в беспорядок, и Человек с Алым Глазом уже не имеет над ней власти. Джош возвращается пешком в Мериз-Рест; Сван отправляется в путешествие по Америке, творя чудеса и помогая миру возродиться.

## Персонажи
- Сью Ванда Прескотт, по прозвищу Сван — ключевой персонаж истории, маленькая девочка (во второй части произведения — юная девушка), обладающая способностью взаимодействовать с растительной жизнью, что позволяет ей ускорять рост или воскрешать мёртвые растения посредством физического контакта.
- Джош Хатчинс, чернокожий рестлер, известный под прозвищами Чёрный Франкенштейн и Мефистофель в маске. Добрый и заботливый человек, взявший под свою опеку маленькую Сван, её спутник и защитник.
- Сестра Ужас, позже просто Сестра — женщина средних лет, в прошлом перенесла серьёзную личную трагедию, из-за чего повредилась рассудком и оказалась на улице, среди бездомных. Чудом пережившая ядерную бомбёжку Нью-Йорка, Сестра находит силы расстаться с призраками прошлого и начать новую жизнь.
- Джеймс «Джимбо» Маклин, полковник США, бывший военнопленный, нанятый частной компанией в качестве командующего «Земляным домом» — бункером в горе Голубой купол, построенным для обеспеченных гражданских лиц, желающих получить убежище на случай ядерной войны. Переживший атомный удар Маклин пострадал не только физически, но и духовно, выпустив наружу прячущееся внутри альтер эго, безжалостного и жестокого Солдата-Тень.
- Роланд Кронингер — мальчик (во второй части произведения — юноша), поселившийся вместе с родителями в бункере «Земляной дом» накануне ядерной атаки. Увлечённый компьютерной игрой «Рыцарь Короля» Роланд считает себя настоящим рыцарем, а своего Короля он обретает в лице полковника Маклина.
- Человек с Алым Глазом, он же Человек с Тысячью Лиц или Друг — сверхъестественное создание, способное менять облик. Человек с Алым Глазом наслаждается страданиями и гибелью других; подразумевается — но не утверждается — что это сам дьявол.

## Российские издания
- Первое русское издание книги увидело свет в 1993 году, выпущенное издательством «Гранд» в серии «Мистика и Фантастика», под названием «Наслаждение смертью» (ISBN 5-86999-002-5).
- Следующее издание выпустило издательство «АСТ» в 2002 году, в серии «Тёмный город», под названием «Песня Сван» (ISBN 5-17-011172-X).
- В 2010 году, права на книгу у «АСТ» были выкуплены издательством «Эксмо», и в 2011 году вышла последняя на данный момент версия романа — «Лебединая песнь» в издательской серии «Апокалиптика» (ISBN 978-5-699-48126-2, ISBN 978-5-699-47843-9).